# Beckerplatz (Chemnitz)

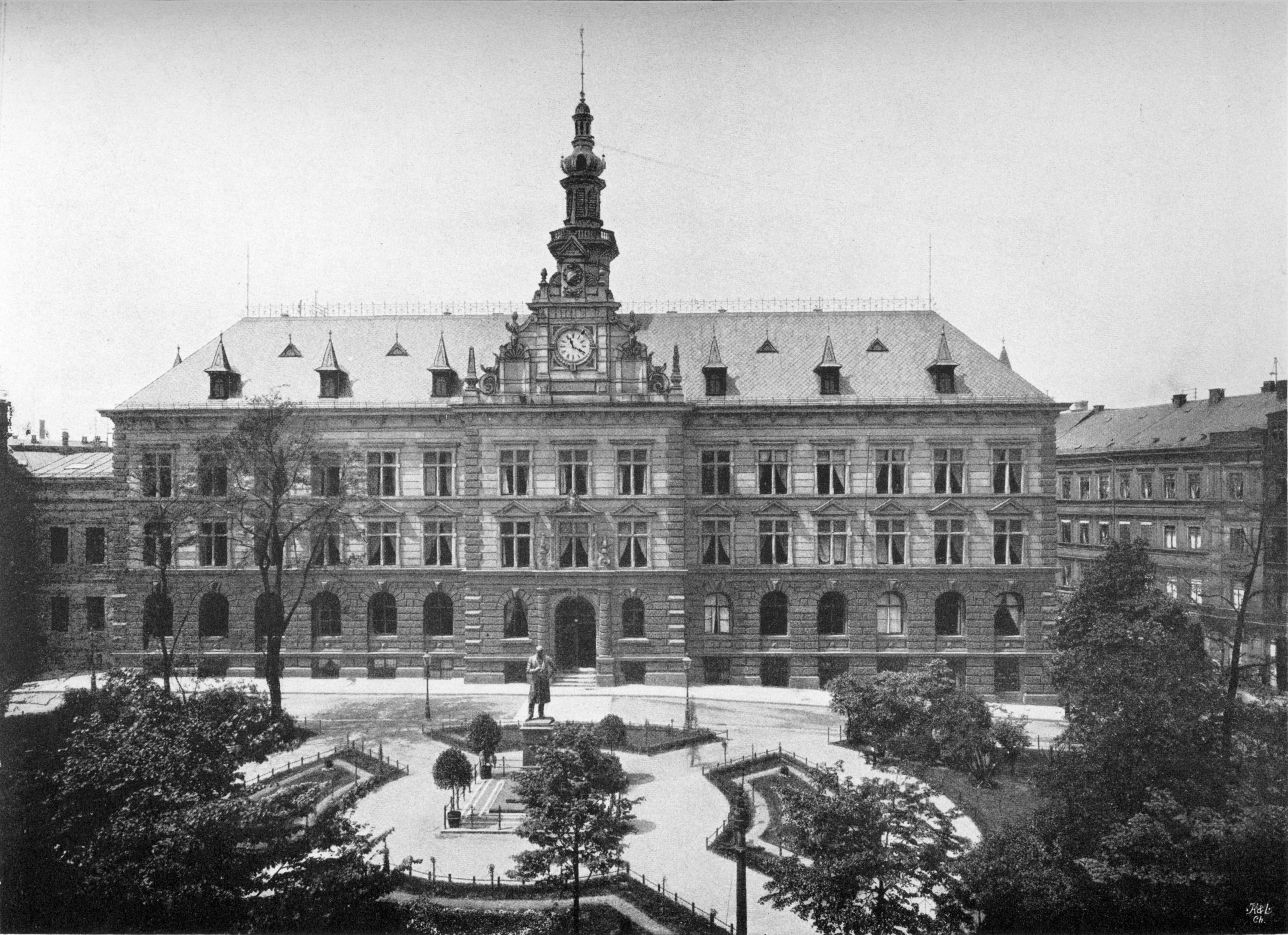
Neues Rathaus am Beckerplatz mit Beckerdenkmal

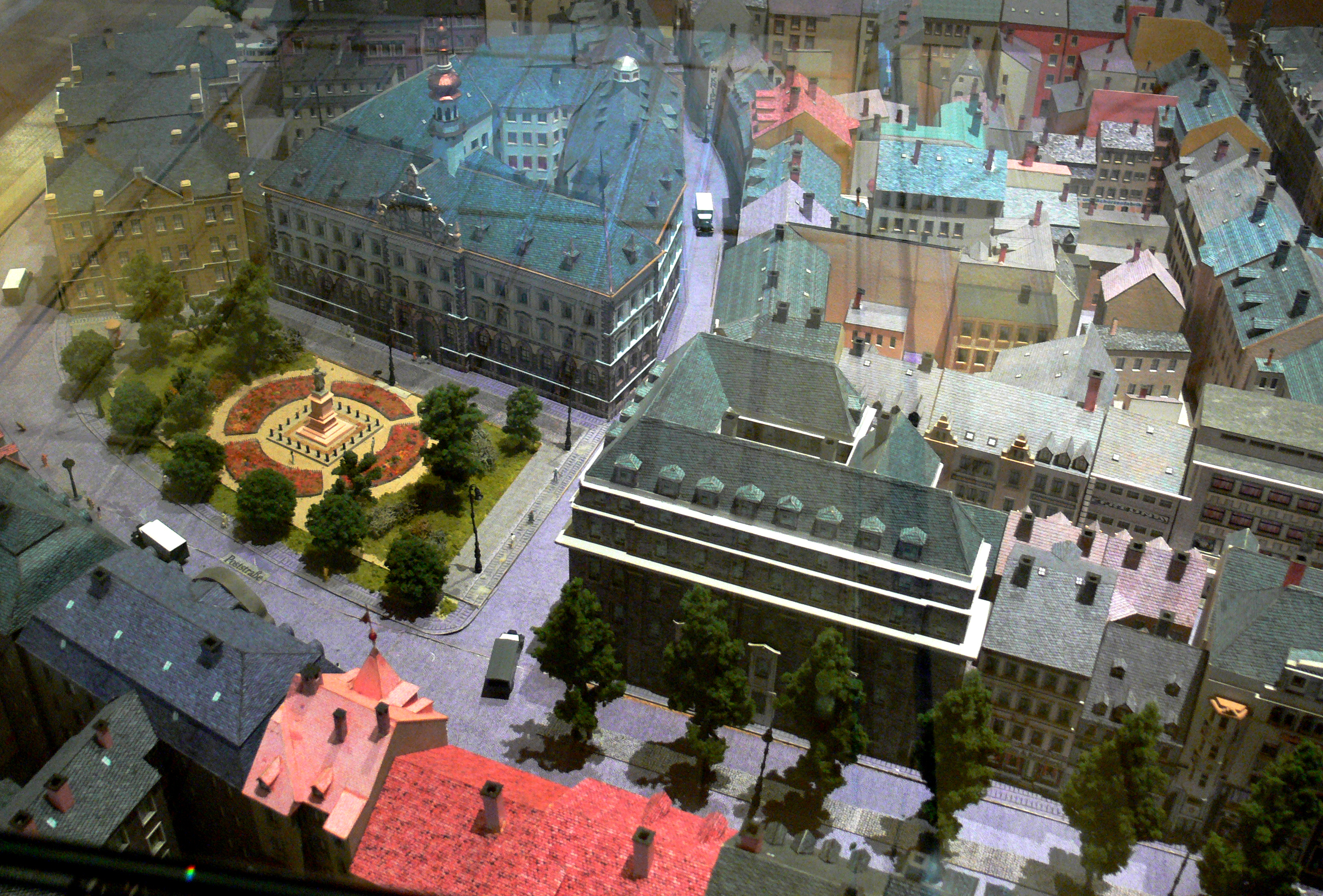
Links der Beckerplatz – zu sehen in einem Modell der Chemnitzer Innenstadt vor 1945

Der ehemalige Beckerplatz in Chemnitz befand sich an der Stelle des heutigen Johannisplatzes und der Bahnhofstraße. Er wurde zu Ehren des Großindustriellen Christian Gottfried Becker benannt, der ein Wohltäter der Chemnitzer Bevölkerung war. Anlässlich seines 100. Geburtstages wurde ihm ein Denkmal gesetzt. Dieses, vom Bildhauer Anton Haendler geschaffene, Denkmal zierte die Mitte des Platzes, bis es in den Kriegsjahren der Metallspende zum Opfer fiel.
Bei den Luftangriffen auf Chemnitz im März 1945 wurde die Bebauung des Platzes zu weiten Teilen zerstört und danach nicht wieder im bisherigen Grundriss aufgebaut. Das einzige Gebäude, das noch heute existiert, ist das der Dresdner Bank. Es befand sich im Norden des Platzes und wurde im expressionistischen Stil von Heinrich Straumer entworfen. Dieses 1924 fertiggestellte Haus steht an der Stelle der früheren Börse.
Die früher zwischen dem Falke- und dem Johannisplatz verlaufende Poststraße markierte die spätmittelalterliche Stadtgrenze. Sie führte direkt am Beckerplatz vorbei und mündete am belebten Johannisplatz.
Linkerhand der Poststraße entstand in den Jahren 1889 bis 1891 nach den Plänen des Stadtbaurates Eduard Hechler das turmbekrönte Stadthaus. Es war das zentrale Gebäude des Beckerplatzes und wurde bereits 1857 als Höhere Bürgerschule erbaut. Es wurde von 1879 bis 1911 als Rathaus genutzt, bis das neue Rathaus fertiggestellt war. Zuvor stand an genau dieser Stelle der alte Brettturm, auch „Breiter Turm“ genannt, als letzter Teil der ehemaligen Stadtbefestigungsanlage. Dieser im Jahr 1889 abgerissene Turm diente davor als Pulverturm und Gefängnis und beherbergte später die alte Polizeiwache. Nach 1911 zog das Polizeipräsidium in das Stadthaus.
An der Ecke Langenstraße / Poststraße stand die ehemalige Chemnitzer Börse. Das – nach einem Entwurf des Leipziger Architekten Constantin Lipsius – im Neorenaissancestil errichtete Gebäude (1864–1867) wurde am 25. Juni 1867 eingeweiht. Großen Einfluss auf den Bau des Gebäudes hatten der am 11. August 1862 gegründete Börsenverein und der Unternehmerverein der Stadt Chemnitz. Im Jahr 1899 zog dann die Filiale der Dresdner Bank ein, die in den Jahren 1922 bis 1924 an derselben Stelle ein größeres Gebäude (das heute noch steht) errichten ließ. Dieses Gebäude überstand die Kriegszerstörung und nach 1945 residierte erst die Sächsische Landesbank, später die Sparkasse in dem Haus. In den 1990er-Jahren wurde das Haus nach historischem Vorbild restauriert. Heute beherbergt es ein Café, Büros und Einzelhandelsgeschäfte.